# クラスノヤルスク州立農業大学
クラスノヤルスク州立農業大学（Красноярский_государственный_аграрный_университет、Krasnoyarsk_State_Agrarian_University）は、ロシア連邦のクラスノヤルスクにある大学。 

## 沿革
大学は1953年に「クラスノヤルスク農業研究所」として設立された。1994年に、研究所は大学のステータスを取得しました。
2017年以降、クラスノヤルスク州立農業大学は、欧州ビジネス教育評議会の認定メンバーとなっている。大学はロシア連邦農業省の許可の下に運営されている。

## 研究所（学部）
2020年に関しては、クラスノヤルスク州立農業大学は7つの研究所（学部）で構成されている。
- 農業生態学技術研究所
- 応用バイオテクノロジーおよび獣医学研究所
- 経済学研究所およびAIC管理
- 工学システムと電力の研究所
- 食品生産研究所
- 土地管理、地籍および環境工学の研究所
- 法学研究所

## リンク
- Krasnoyarsk State Agrarian University official website